# 소획
소획(蕭獲, ? ~ ?)은 전한 말기의 제후로, 개국공신 소하의 후손이다.

## 행적
아버지 소보의 뒤를 이어 찬후(酇侯)에 봉해졌다.
영시 원년(기원전 16년), 종을 죽인 죄로 사형에서 한 등급 감면되어 완성단용에 처하였다.

## 출전
- 반고, 《한서》
  - 권16 고혜고후문공신표
  - 권39 소하조참전

| 선대 아버지 찬사후 소보 | 전한의 찬후 ? ~ 기원전 16년 | 후대 찬희후 소희 |